# Martin Taxt

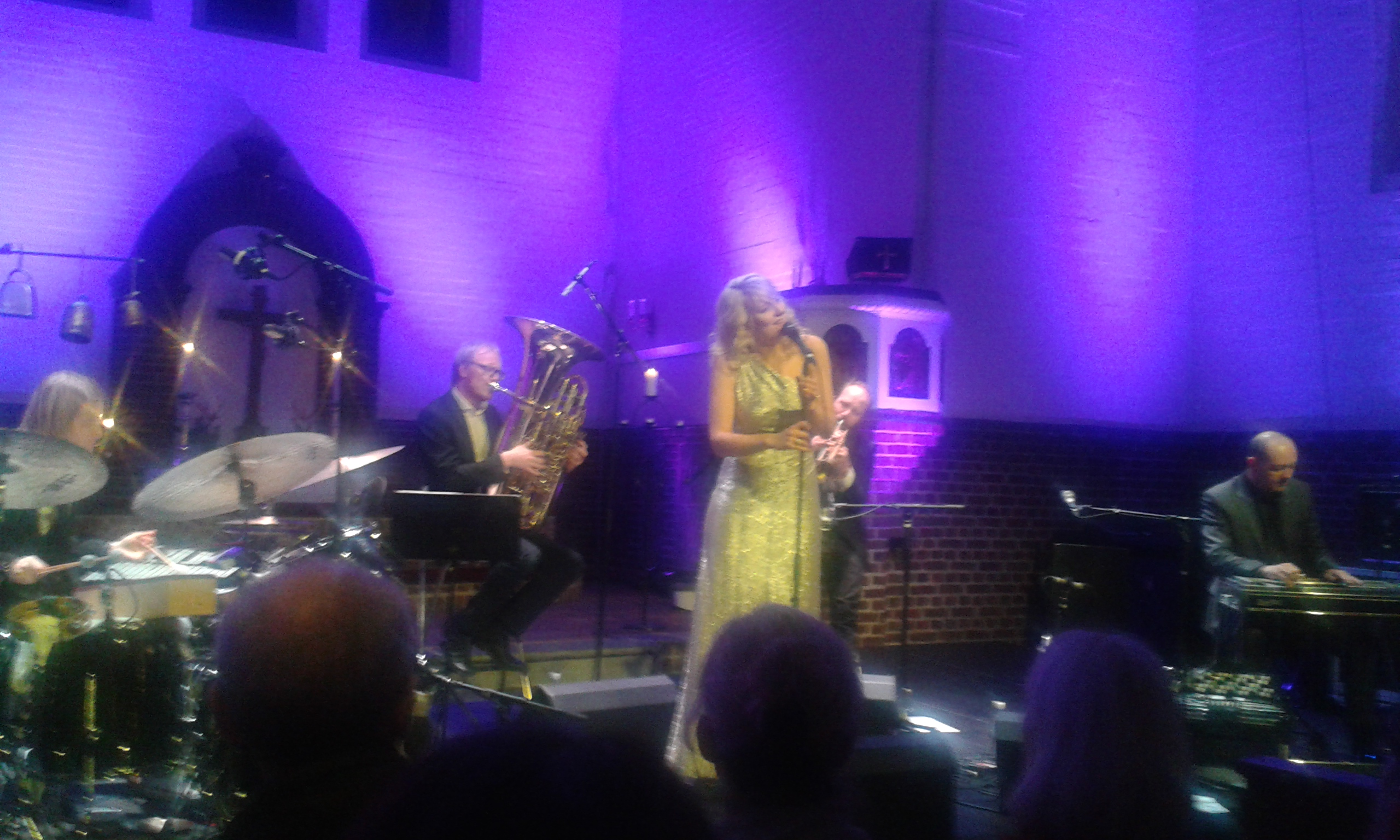
Martin Taxt 2014 bei Music for a While

Martin Taxt (* 1981 in Trondheim) ist ein norwegischer Jazz- und Improvisationsmusiker (Tuba).

## Leben
Taxt studierte an der Musikakademie in Oslo und 2006 am Pariser Konservatorium (CNSMDP) in Paris. Seitdem beschäftigte er sich mit zeitgenössischer und improvisierter Musik; u. a. mit dem japanischen Gitarristen Tetuzi Akiyama im norwegischen Ensemble Streifenjunko, das zwei Alben auf dem Label SOFA veröffentlichte, Varianter av døde trær (2008) und Selektiv hogst (2010, mit Toshimaru Nakamura). Erweitert zum Quintett tritt die Formation als Koboku Senjû auf. Gemeinsam mit Peder Simonsen und Robin Hayward betreibt er das der Mikrotonalität verhaftete Tubatrio Microtub, das 2024 das Album Thin Peaks vorlegte.
Taxt ging in Europa, Japan, China und in Nordamerika auf Tourneen, mit den Ensembles Koboku Senjû, Murmur, Flymodus sowie mit Kim Myhr. Seit 2010 betreibt Taxt das Label SOFA und organisierte seit 2006 in Trondheim das Festival Fri Resonans.  Im Bereich des Jazz wirkte er Mitte der 2000er-Jahre bei Aufnahmen mit dem Spin Ensemble (u. a. mit Nils Ostendorf) und Florebius (u. a. mit Lena Nymark) mit., außerdem mit den Formationen Splashgirl, JÆ, Eva & the Heartmaker, Music for a While sowie mit Maria Mena, Hanne Hukkelberg, Jessica Sligter und dem Trondheim Jazz Orchestra (Stems and Cages). 2017 legte er mit Toshimaru Nakamura das Album Listening to the footsteps of living ones who are still on the ground (Ftarri) vor.